# Lo-Reninge
Lo-Reninge is een Belgische stad en gemeente in de uiterste westhoek van de provincie West-Vlaanderen.

## Toponymie
Lo-Reninge bestaat uit vier deelgemeenten: Pollinkhove, Noordschote, Lo en Reninge. Die laatste twee zijn met respectievelijk 1247 en 1083 inwoners het demografisch rijkst en geven hun naam aan de fusiegemeente.
- In het Nederlands is 'Lo(o)' een historische benaming voor een (open) loofbos.[1]
- Ondanks verschillende speculaties is 'Reninge' hoogstwaarschijnlijk een verwijzing naar de heerlijkheid of villa van een persoon met de naam Rin(us).[2]

## Geschiedenis

### Eerste vermeldingen
De oorsprong van Lo-Reninge is terug te vinden in één of meer landbouwnederzettingen die te vinden waren tussen de overgang van de kustvlakte en de zandleemstreek, de regio van de huidige gemeente. Vooral sporen van Romeinse verkavelingen wijzen op belangrijke agrarische activiteiten in de buurt van Lo. Ondanks de aanwezige landbouw en vroege bewoning duiken de namen 'Lo' en 'Reninge' pas eeuwen later op in de bronnen.
- 'Reninge' wordt voor het eerst vermeld in documenten van Karel de Kale. Daaruit blijkt dat de inwoners van het bovengenoemde dorp kerkbelasting moesten betalen aan de abdij van Marchiennes, het Frans klooster dat eigenaar was van hun parochiekerk.
- 'Lo' komt voor het eerst voor in een akte van het jaar 1089. Daarin vermeldt graaf Robrecht II van Vlaanderen de eigendommen van het Sint-Donaaskapittel van Brugge in de Westhoek. Uit de bron blijkt dat Lo al rond deze periode een georganiseerde parochie was.[3][2]

### Economische bloei en neergang
In de dertiende eeuw vonden de eerste initiatieven plaats ter versterking van de stedelijke infrastructuur. De aanleiding daarvoor was vermoedelijk het conflict van 1213 - 1214 tussen de Franse koning en zijn Portugese leenman. Er werden in Lo hoogstwaarschijnlijk een gracht met een wal en houten poorten aangelegd. De onzekere politieke situatie stopte de economische bloei van de veertiende eeuw echter niet. Rond 1340 bloeide de lakenindustrie in de streek van het huidige Lo-Reninge. Toch moest Jan van Saint-Omer in 1469 Reninge afstaan aan Eleonora van Poitiers wegens geldproblemen.
In de daaropvolgende eeuwen zal de streek van de huidige fusiegemeente geteisterd worden door verschillende politieke conflicten en plunderingen. Dat in combinatie met een pestepidemie zorgde ervoor dat de bevolking van Reninge tegen 1584 nagenoeg uitgestorven was. Ook in Lo kende de bevolking rond die periode zware tegenslagen. Een zware brand gevolgd door tientallen invallen van Spaanse en calvinistische strijdkrachten deden het inwoneraantal er drastisch dalen.

### Ontstaan van de fusiegemeente
Na de opgelopen oorlogsschade van de diverse militaire conflicten die de stad vanaf 1500 geteisterd hadden, verloor Lo in de achttiende eeuw haar stadsrechten. Die kon het 'dorp' pas terugwinnen in 1985, acht jaar na de gemeentelijke herindelingen. Lo fuseerde met het naburige Reninge, Pollinkhove en Noordschote tot de gemeente Lo-Reninge.

## Geografie
De gemeente Lo-Reninge bestaat uit vier kleine kernen. Lo en Reninge zijn de grootste met ruim 1000 inwoners. Noordschote en Pollinkhove zijn twee kleinere dorpjes. De stad is met 52 inwoners per vierkante kilometer de dunstbevolkte gemeente van Vlaanderen.
| # | Naam              | Opp. (km²) | Inwoners (2020) | Inwoners per km² | NIS-code |
| - | ----------------- | ---------- | --------------- | ---------------- | -------- |
| 1 | Lo (I)            | 15,84      | 1.203           | 76               | 32030A   |
| 2 | Pollinkhove (III) | 13,98      | 655             | 47               | 32030B   |
| 3 | Reninge (II)      | 22,91      | 1.036           | 45               | 32030C   |
| 4 | Noordschote (IV)  | 10,67      | 396             | 37               | 32030D   |

De gemeente Lo-Reninge grenst aan een groot aantal kleine dorpjes:
| - a. Hoogstade (gemeente Alveringem) - b. Alveringem (gemeente Alveringem) - c. Lampernisse (stad Diksmuide) - d. Nieuwkapelle (stad Diksmuide) - e. Merkem (gemeente Houthulst) |

| - f. Bikschote (gemeente Langemark-Poelkapelle) - g. Zuidschote (stad Ieper) - h. Elverdinge (stad Ieper) - i. Woesten (gemeente Vleteren) - j. Oostvleteren (gemeente Vleteren) |

### Kaart

Lo-Reninge, deelgemeenten en buurgemeenten. De gele gebieden zijn bebouwde kernen.

## Demografie

### Bevolkingssamenstelling
Slechts 3,8 percent inwoners van Lo-Reninge hadden in 2012 een migratieachtergrond. Dat is ver onder het Vlaams gemiddelde van één op vijf. Toch is er een tendens van toenemende diversiteit onder kinderen tussen zes en zeventien jaar waarneembaar. In tegenstelling tot het gemeentelijk gemiddelde van 3,8 percent schommelt het percentage inwoners met buitenlandse roots bij die leeftijdsgroep tussen 6,7 en 7,1 percent. De overgrote meerderheid van hen is van Europese herkomst.

### Demografische ontwikkeling
Alle historische gegevens hebben betrekking op de huidige gemeente, inclusief deelgemeenten, zoals ontstaan na de fusie van 1 januari 1977.
- Bronnen:NIS, Opm:1831 tot en met 1981=volkstellingen; 1990 en later= inwonertal op 1 januari

| Inwoners van jaar tot jaar op 1 januari 1992 tot heden | Inwoners van jaar tot jaar op 1 januari 1992 tot heden | Inwoners van jaar tot jaar op 1 januari 1992 tot heden |
| jaar                                                   | Aantal                                                 | Evolutie: 1992=index 100                               |
| ------------------------------------------------------ | ------------------------------------------------------ | ------------------------------------------------------ |
| 1992                                                   | 3.142                                                  | 100,0                                                  |
| 1993                                                   | 3.171                                                  | 100,9                                                  |
| 1994                                                   | 3.160                                                  | 100,6                                                  |
| 1995                                                   | 3.197                                                  | 101,8                                                  |
| 1996                                                   | 3.181                                                  | 101,2                                                  |
| 1997                                                   | 3.164                                                  | 100,7                                                  |
| 1998                                                   | 3.181                                                  | 101,2                                                  |
| 1999                                                   | 3.211                                                  | 102,2                                                  |
| 2000                                                   | 3.217                                                  | 102,4                                                  |
| 2001                                                   | 3.231                                                  | 102,8                                                  |
| 2002                                                   | 3.281                                                  | 104,4                                                  |
| 2003                                                   | 3.288                                                  | 104,6                                                  |
| 2004                                                   | 3.329                                                  | 106,0                                                  |
| 2005                                                   | 3.306                                                  | 105,2                                                  |
| 2006                                                   | 3.306                                                  | 105,2                                                  |
| 2007                                                   | 3.317                                                  | 105,6                                                  |
| 2008                                                   | 3.346                                                  | 106,5                                                  |
| 2009                                                   | 3.326                                                  | 105,9                                                  |
| 2010                                                   | 3.322                                                  | 105,7                                                  |
| 2011                                                   | 3.318                                                  | 105,6                                                  |
| 2012                                                   | 3.299                                                  | 105,0                                                  |
| 2013                                                   | 3.330                                                  | 106,0                                                  |
| 2014                                                   | 3.320                                                  | 105,7                                                  |
| 2015                                                   | 3.282                                                  | 104,5                                                  |
| 2016                                                   | 3.277                                                  | 104,3                                                  |
| 2017                                                   | 3.288                                                  | 104,6                                                  |
| 2018                                                   | 3.289                                                  | 104,7                                                  |
| 2019                                                   | 3.291                                                  | 104,7                                                  |
| 2020                                                   | 3.290                                                  | 104,7                                                  |
| 2021                                                   | 3.257                                                  | 103,7                                                  |
| 2022                                                   | 3.217                                                  | 102,4                                                  |
| 2023                                                   | 3.237                                                  | 103,0                                                  |
| 2024                                                   | 3.216                                                  | 102,4                                                  |
| 2025                                                   | 3.183                                                  | 101,3                                                  |

## Bezienswaardigheden
- De Westpoort
- De Caesarsboom, eeuwenoude taxus. Volgens de legende heeft Julius Caesar aan deze boom zijn paard vastgebonden en onder de boom uitgerust.
- Het oude stadhuis en belfort, dat behoort tot het UNESCO-werelderfgoed
- In de Weststraat staat het geboortehuis van priester Alfons Van Hee, de eerste hoofdredacteur van volksalmanak 't Manneke uit de Mane.
- De laatgotische Sint-Pieterskerk, deel van de vroegere Augustijnerabdij.
- Het voormalige klooster van de grauwzusters

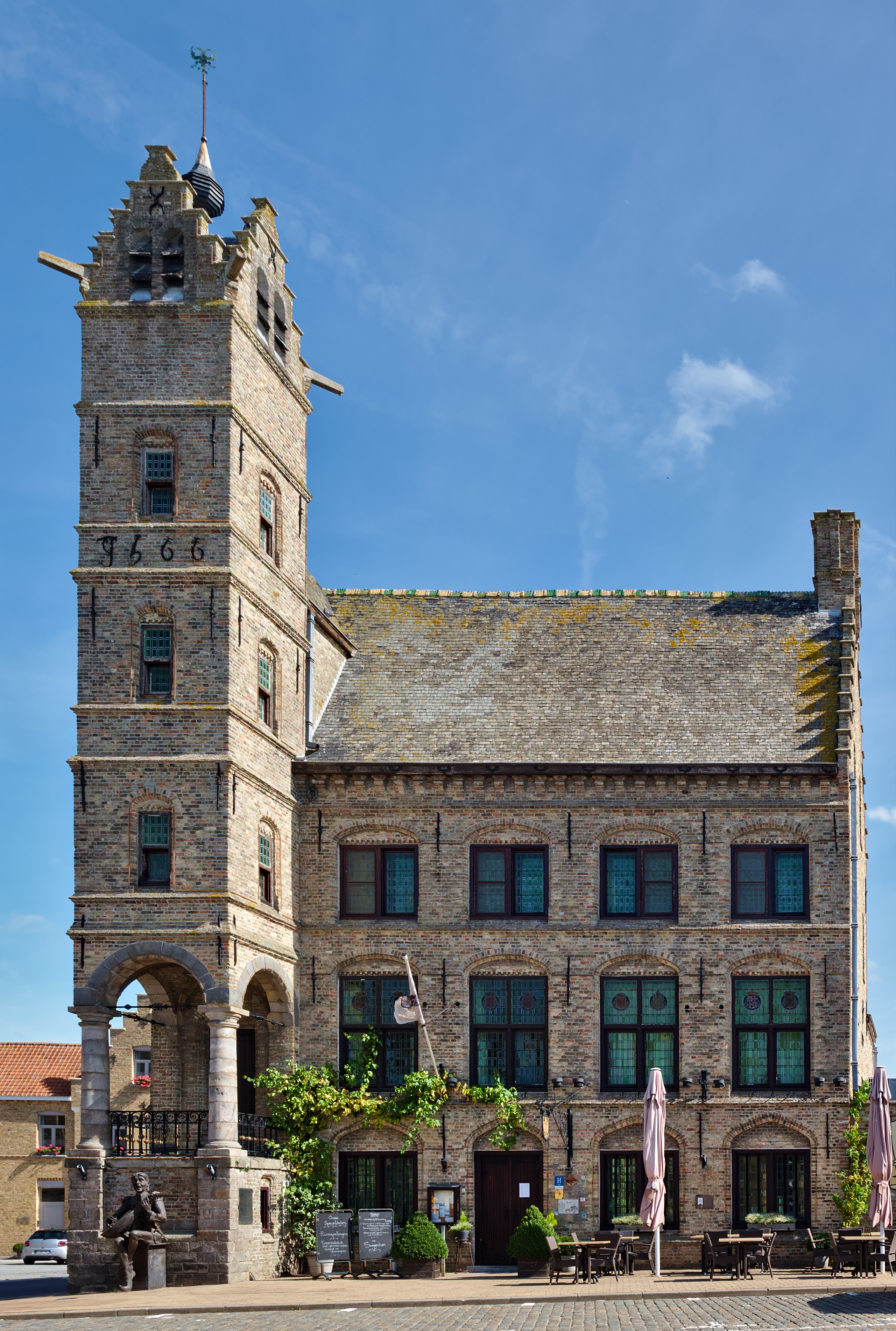
Oud stadhuis en belfort van Lo

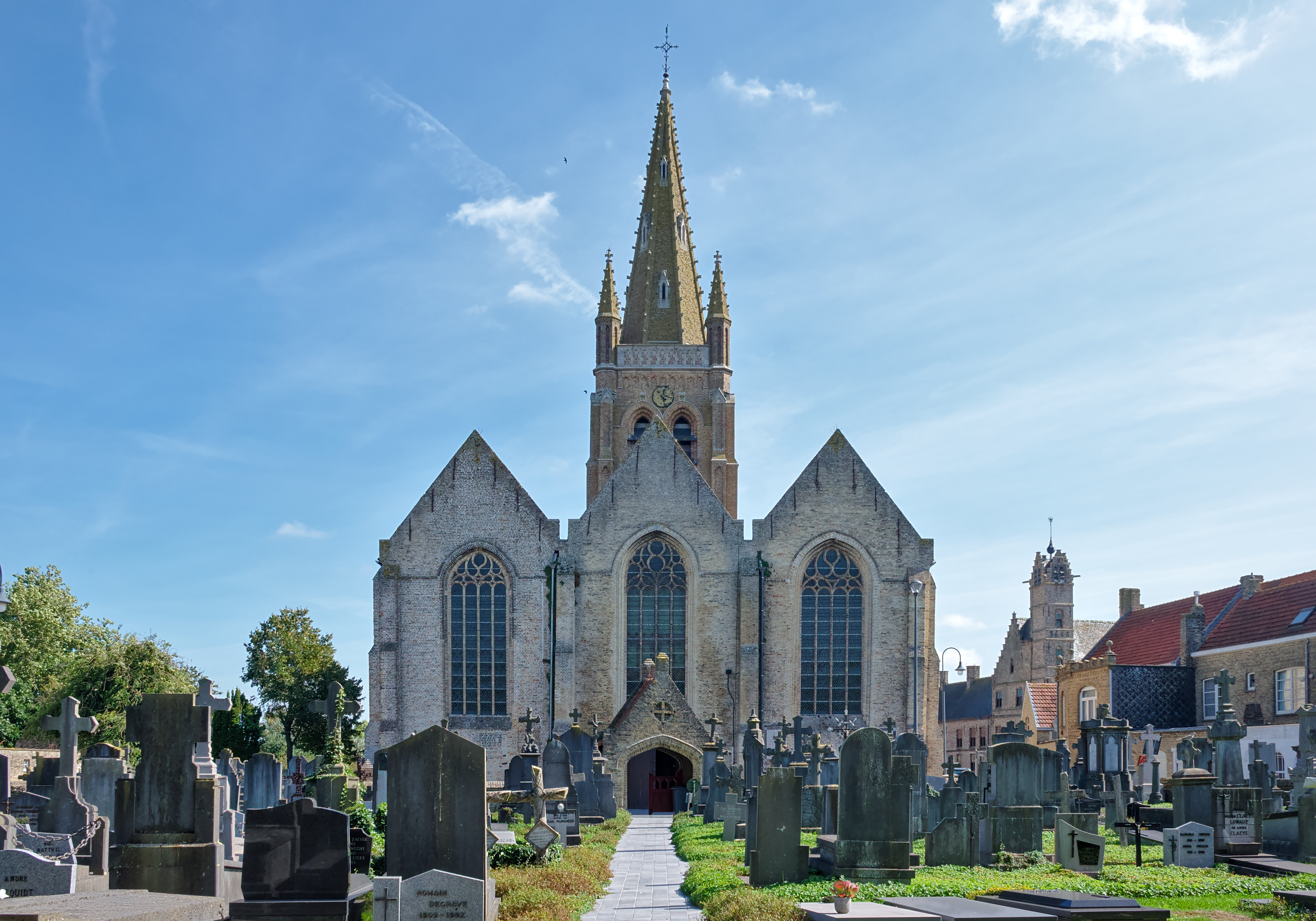
Sint-Pieterskerk (Lo)

- De 18de-eeuwse duiventoren
- De Vatevijver

## Politiek

### Structuur
| Lo-Reninge       | Lo-Reninge       | Supranationaal         | Nationaal                         | Nationaal                         | Gemeenschap               | Gewest                    | Provincie                 | Arrondissement            | Provinciedistrict | Kanton          | Gemeente        |
| ---------------- | ---------------- | ---------------------- | --------------------------------- | --------------------------------- | ------------------------- | ------------------------- | ------------------------- | ------------------------- | ----------------- | --------------- | --------------- |
| Administratief   | Niveau           | Europese Unie          | België                            | België                            | Vlaanderen                | Vlaanderen                | West-Vlaanderen           | Diksmuide                 | Diksmuide         | Diksmuide       | Lo-Reninge      |
| Administratief   | Bestuur          | Europese Commissie     | Belgische regering                | Belgische regering                | Vlaamse regering          | Vlaamse regering          | Deputatie                 | Deputatie                 | Deputatie         | Deputatie       | Gemeentebestuur |
| Administratief   | Raad             | Europees Parlement     | Kamer van volksvertegenwoordigers | Kamer van volksvertegenwoordigers | Vlaams Parlement          | Vlaams Parlement          | Provincieraad             | Provincieraad             | Provincieraad     | Provincieraad   | Gemeenteraad    |
| Kiesomschrijving | Kiesomschrijving | Nederlands Kiescollege | Kieskring West-Vlaanderen         | Kieskring West-Vlaanderen         | Kieskring West-Vlaanderen | Kieskring West-Vlaanderen | Kieskring West-Vlaanderen | Oostende-Veurne-Diksmuide | Veurne-Diksmuide  | Diksmuide       | Lo-Reninge      |
| Verkiezing       | Verkiezing       | Europese               | Federale                          | Federale                          | Vlaamse                   | Vlaamse                   | Provincieraads-           | Provincieraads-           | Provincieraads-   | Provincieraads- | Gemeenteraads-  |

### Burgemeesters
- 1977-1994 : Roger Simoen
- 1995-2005 : Frans Vanheule
- 2006-2024 : Lode Morlion
- 2024-heden : Lieve Castryck

Bij de verkiezingen van oktober 2024 werd slechts een lijst ingediend, waardoor er geen gemeenteraadsverkiezingen hoefden plaats te vinden. Lieve Castryck werd automatisch de nieuwe burgemeester van Lo-Reninge en volgde Lode Morlion op.

### Resultaten gemeenteraadsverkiezingen sinds 1976
| Partij               | Partij               | 10-10-1976 | 10-10-1976 | 10-10-1982 | 10-10-1982 | 9-10-1988 | 9-10-1988 | 9-10-1994 | 9-10-1994 | 8-10-2000 | 8-10-2000 | 8-10-2006 | 8-10-2006 | 14-10-2012 | 14-10-2012 | 14-10-2018 | 14-10-2018 | 13-10-2024 | 13-10-2024 |
| Stemmen / Zetels     | Stemmen / Zetels     | %          | 13         | %          | 13         | %         | 13        | %         | 13        | %         | 13        | %         | 13        | %          | 13         | %          | 13         | %          | 13         |
| -------------------- | -------------------- | ---------- | ---------- | ---------- | ---------- | --------- | --------- | --------- | --------- | --------- | --------- | --------- | --------- | ---------- | ---------- | ---------- | ---------- | ---------- | ---------- |
|                      | Dynamisch            | -          |            | -          |            | -         |           | -         |           | 51,13     | 7         | 79,51     | 11        | 54,39      | 7          | 61,9       | 8          | 100,00     | 13         |
|                      | Inspraak             | -          |            | -          |            | -         |           | -         |           | -         |           | -         |           | 45,61      | 6          | 38,1       | 5          | -          |            |
|                      | Gemeentebelang       | -          |            | -          |            | -         |           | -         |           | -         |           | 20,49     | 2         | -          |            | -          |            | -          |            |
|                      | W.W.L.R.             | -          |            | -          |            | 19,66     | 2         | 21,67     | 2         | 29,96     | 4         | -         |           | -          |            | -          |            | -          |            |
|                      | NIEUW                | -          |            | -          |            | -         |           | 31,5      | 4         | 18,9      | 2         | -         |           | -          |            | -          |            | -          |            |
|                      | Gem.Bel              | 35,95      | 4          | -          |            | 80,34     | 11        | 46,83     | 7         | -         |           | -         |           | -          |            | -          |            | -          |            |
|                      | GBLR                 | -          |            | 62,25      | 9          | -         |           | -         |           | -         |           | -         |           | -          |            | -          |            | -          |            |
|                      | UBLR                 | -          |            | 32,76      | 4          | -         |           | -         |           | -         |           | -         |           | -          |            | -          |            | -          |            |
|                      | SP                   | -          |            | 4,98       | 0          | -         |           | -         |           | -         |           | -         |           | -          |            | -          |            | -          |            |
|                      | GMB                  | 64,05      | 9          | -          |            | -         |           | -         |           | -         |           | -         |           | -          |            | -          |            | -          |            |
| Totaal stemmen       | Totaal stemmen       | 2359       | 2359       | 2292       | 2292       | 2272      | 2272      | 2258      | 2258      | 2278      | 2278      | 2399      | 2399      | 2417       | 2417       | 2439       | 2439       | -          | -          |
| Opkomst %            | Opkomst %            |            |            |            |            | 95,02     | 95,02     | 94,16     | 94,16     | 95,55     | 95,55     | 95,65     | 95,65     | 93,83      | 93,83      | 94,9       | 94,9       | -          | -          |
| Blanco en ongeldig % | Blanco en ongeldig % | 1,06       | 1,06       | 2,79       | 2,79       | 2,82      | 2,82      | 3,54      | 3,54      | 3,16      | 3,16      | 3,58      | 3,58      | 3,39       | 3,39       | 3,1        | 3,1        | -          | -          |

De zetels van de gevormde meerderheid staan vetjes afgedrukt. De grootste partij staat in kleur.

## Geboren in Lo-Reninge
- Pierre Jacques de Clerck (Reninge, 1742-1831), stichter van de Congregatie van Apostolische Annunciaten
- Albert Dondeyne (Lo-Reninge, 1901-1985), katholiek priester, filosoof, theoloog en professor aan de Katholieke Universiteit Leuven.